# Hochfirstschanze
Hochfirstschanze – duża skocznia narciarska o punkcie konstrukcyjnym K125 i rozmiarze HS 142, zlokalizowana w niemieckiej miejscowości Titisee-Neustadt (Badenia-Wirtembergia), na północnym zboczu góry Hochfirst (1190 m n.p.m.) w Schwarzwaldzie, od której obiekt wziął swą nazwę. Największa naturalna skocznia w Niemczech (brak sztucznie wyniesionej wieży startowej, na której rozpoczyna się rozbieg). W przeszłości obok skoczni K125 znajdował się również obiekt K70, który obecnie jest zniszczony.

## Historia
Pierwszą skocznię narciarską na górze Hochfirst zbudowano w latach 1930–1932, a mierzyła ona 60 m. Uroczyste otwarcie miało miejsce jednak dopiero 31 grudnia 1933, podczas konkursu sylwestrowego (inaugurację zimą 1932/1933 uniemożliwiły bowiem warunki pogodowe). W połowie sierpnia 1949 r. na północnym zboczu Hochfirstu rozpoczęto budowę nowej skoczni o punkcie K wynoszącym 80 m, a ukończono ją w grudniu 1949 r. Premierowe zawody odbyły się 15 stycznia 1950. W 1971 r. przebudowano najazd i próg skoczni, dzięki czemu można było przenieść punkt K na 90 metr. W 1988 r. zmieniono profil zeskoku i po raz kolejny próg, a nowy punkt K wynosił 113 m. W 1999 r. zorganizowano na niej pierwszy konkurs Pucharu Kontynentalnego, wygrany przez Mathiasa Wallnera. W 2001 r. - za kwotę 3,7 mln euro - ukończono rozbudowę obiektu, co umożliwiło organizowanie na nim zawodów Pucharu Świata. Hochfirstschanze nieregularnie pojawia się w cyklu PŚ od sezonu 2001/2002. W 2003 r. zmieniono profil skoczni i umieszczono punkt K na 125 metrze (HS 142). 
2 grudnia 2001 rekord skoczni – wynikiem 145,0 m – ustanowił Sven Hannawald. 3 lutego 2007 odległość tę wyrównał Adam Małysz, a utrzymała się ona jako najlepsza do 2016 r. 11 marca 2016 poprawił ją Domen Prevc, skacząc 148,0 m.

## Dane techniczne
- Kąt nachylenia w punkcie K: 35°
- Kąt nachylenia na progu: 11°
- Długość rozbiegu: 98,1 m
- Długość progu: 6,7 m
- Pojemność trybun: 25 000 miejsc stojących

## Rekordziści
| Lp. | Dzień       | Rok  | Zawodnik           | Odległość | Zawody                                       | Uwagi                  |
| --- | ----------- | ---- | ------------------ | --------- | -------------------------------------------- | ---------------------- |
| 1.  |             | 1936 | Oskar Weisheit     | 59,0 m    |                                              | rekord na skoczni K60  |
| 2.  |             | 1963 | Georg Thoma        | 94,0 m    |                                              | rekord na skoczni K80  |
| 3.  |             | 1981 | Andreas Bauer      | 103,0 m   |                                              |                        |
| 4.  |             | 1987 | Jiří Malec         | 106,0 m   |                                              | rekord na skoczni K90  |
| 5.  |             | 1995 | Jens Weißflog      | 121,0 m   |                                              | rekord na skoczni K113 |
| 6.  | 10 lutego   | 2001 | Manuel Fettner     | 141,5 m   | Puchar Kontynentalny w skokach narciarskich  |                        |
| 7.  | 2 grudnia   | 2001 | Sven Hannawald     | 145,0 m   | Puchar Świata w skokach narciarskich         |                        |
| 8.  | 3 lutego    | 2007 | Adam Małysz        | 145,0 m   | Puchar Świata w skokach narciarskich         |                        |
| 9.  | 30 stycznia | 2009 | Robert Hauser      | 146,0 m   | Puchar Kontynentalny w kombinacji norweskiej | rekord nieoficjalny    |
| 10. | 31 stycznia | 2009 | Bastian Kaltenböck | 147,5 m   | Puchar Kontynentalny w skokach narciarskich  | rekord nieoficjalny    |
| 11. | 21 stycznia | 2011 | Maximilian Mechler | 150,0 m   | Puchar Kontynentalny w skokach narciarskich  | rekord nieoficjalny    |
| 12. | 11 marca    | 2016 | Domen Prevc        | 148,0 m   | Puchar Świata w skokach narciarskich         | kwalifikacje           |